# Boone (Észak-Karolina)
Boone város az Amerikai Egyesült Államok Észak-Karolina államában, Watauga megyében, melynek megyeszékhelye is. Lakosainak száma 19 092 fő (2020. április 1.).

## Népesség
A település népességének változása:

| 2010 | 17 122 |
| 2020 | 19 092 |